# Heliconius diformata
Heliconius diformata är en fjärilsart som beskrevs av Riffarth 1900. Heliconius diformata ingår i släktet Heliconius och familjen praktfjärilar. Inga underarter finns listade i Catalogue of Life.